# Shannonomyia (Shannonomyia) globulicornis
Shannonomyia (Shannonomyia) globulicornis is een tweevleugelige uit de familie steltmuggen (Limoniidae). De soort komt voor in het Neotropisch gebied.